# (73144) 2002 GP95
(73144) 2002 GP95 – planetoida z pasa głównego asteroid okrążająca Słońce w ciągu 4,16 lat w średniej odległości 2,59 j.a. Odkryta 9 kwietnia 2002 roku.